# 장선이
장선이 (長善李 1982년 12월 13일 ~ )는 대한민국의 SBS의 기자이다.

## 학력
- 한국외국어대학교 (00학번)

## 경력
- 코리아타임스 주니어기자협회 사건기자
- 2007년 SBS 보도본부 기자 입사
- 2007년 SBS 보도국 국제부 기자
- 2011년 SBS 앵커
- SBS 보도본부 일반뉴스부 기자
- SBS 보도본부 뉴미디어 뉴스부 기자
- SBS 라이프 문화부 기자

## 수상
- 2022년 제20회 한국여성기자상

## 과거 TV
- SBS TV : 《SBS 8 뉴스》앵커 (주말, 2011년 3월 26일 ~ 7월 17일)